# شنا در بازی‌های پان امریکن
شنا یکی از رشته‌های ورزشی بازی‌های پان امریکن است که در ادوار مختلف این مسابقات برگزار شده است.

## جدول مدال‌ها از ۱۹۵۲ تا ۲۰۱۱
| رتبه | کشور                | طلا | نقره | برنز | مجموع |
| ۱    | ایالات متحده آمریکا | ۳۲۰ | ۲۲۹  | ۱۲۲  | ۶۷۱   |
| ۲    | کانادا              | ۴۳  | ۸۹   | ۱۲۰  | ۲۵۲   |
| ۳    | برزیل               | ۴۲  | ۴۶   | ۶۳   | ۱۵۱   |
| ۴    | آرژانتین            | ۸   | ۱۸   | ۱۹   | ۴۵    |
| ۵    | ونزوئلا             | ۷   | ۴    | ۱۹   | ۳۰    |
| ۶    | کاستاریکا           | ۴   | ۳    | ۲    | ۹     |
| ۷    | کوبا                | ۲   | ۴    | ۸    | ۱۴    |
| ۸    | ترینیداد و توباگو   | ۲   | ۲    | ۲    | ۶     |
| ۹    | سورینام             | ۲   | ۱    | ۲    | ۵     |
| ۱۰   | اکوادور             | ۲   | ۰    | ۱    | ۳     |
| ۱۱   | مکزیک               | ۱   | ۷    | ۳۵   | ۴۳    |
| ۱۲   | جزایر کیمن          | ۱   | ۲    | ۱    | ۴     |
| ۱۳   | شیلی                | ۱   | ۰    | ۲    | ۳     |
| ۱۴   | پورتوریکو           | ۰   | ۸    | ۶    | ۱۴    |
| ۱۵   | جامائیکا            | ۰   | ۴    | ۰    | ۴     |
| ۱۶   | کلمبیا              | ۰   | ۲    | ۵    | ۷     |
| ۱۷   | اروگوئه             | ۰   | ۲    | ۳    | ۵     |
| ۱۸   | پاناما              | ۰   | ۱    | ۱    | ۲     |
| ۱۹   | گواتمالا            | ۰   | ۰    | ۲    | ۲     |
| ۲۰   | پرو                 | ۰   | ۰    | ۱    | ۱     |
| ۲۰   | آنتیل هلند          | ۰   | ۰    | ۱    | ۱     |
| ۲۰   | باربادوس            | ۰   | ۰    | ۱    | ۱     |
| ۲۰   | باهاما              | ۰   | ۰    | ۱    | ۱     |